# Galla Ágnes
Galla Ágnes (Budapest, 1962. március 12. –) magyar költő, fotóművész.

## Életpályája
1985-től jelentek meg versei különböző lapokban. 1993-ban diplomázott az Eötvös Loránd Tudományegyetem összehasonlító irodalomtörténet magyar-orosz szakán.

## Művei
- Elfelejtett utazás (1990)
- Karnevál Velencében (2000)
- Ha majd felnövök (2005)

## Díjai
- A Karinthy Frigyes pályázat I. díja (1987)